# Солана
Солана је погон за индустријско добивање морске соли. Морска со се из воде издваја испаравањем у систему великих плитких базена. Процес испаравања започиње у првом базену у којем је концентрација NaCl најмања, а завршава у задњем, у којем је морска вода толико презасићена да се со таложи на дну базена. Процес се започиње у прољеће, а завршава у јесен када се со купи у процесу који се зове берба соли.

## Процес производње соли
Солана се пуни водом из мора. Јаке пумпе почетком пролећа почињу из мора да извлаче воду и морске организме у свим њиховим стадијумима развића. Вода се прелива по плитким базенима, просечне дубине 20–30 cm. Вода која је по салинитету равна морској, преводи се из базена у базен углавном гравитацијом. Од улаза у солану до кристализације, пређе више десетина километара, током чега, под утицајем сунца и ветра испарава. Од почетних (у Улцињској солани) 3.8 грама соли по литру, на крају производње, у кристализационим базенима вода достиже концентрацију изнад 235 г. После производње соли базени остају суви и припремају се за наредну годину.

### Производња соли у Улцињској солани
Морска вода, високе чистоће и квалитета, салинитета већег од 29 г/л крајем априла се упумпава у солану са две пумпе јачине 3.000 л/с. Захват је на Рту Ђерани, близу уливања канала Порт Милена у море. Каналом дугим 3 км вода се доводи до првих базена површине 4,2 km². Овим базенима потребно је 15 дана да би се испунили водом. Дубина ових базена је од 20–60 cm, а највише 1 м. Вода се у њима креће гравитацијом. Ови су базени направљени 1980. године и чине „нову солану”. Стари део базена и испарења чине Штојски и базени 1 и 2 који захватају површину од 3,20 km². У њима је дубина воде 30 cm.
На испусту из 1. испарења концентрација соли у води је дуплана и износи до 55 г/л. Након 1. испарења, вода се преводи у базене 2. испарења, који се у технолошком поступку зову Зогајско језеро и покривају 3,24 km². Вода у овим базенима остаје 12 до 15 дана. У њима концентрација соли, у води дубине до 30 cm, износи 115 г/л. Већ у базенима 3. испарења, који покривају 0,55 km², концентрација нараста до 172 г/л. После тога вода се преводи и разлива по базенима 4. испарења, који покривају 0,20 km² и где је салинитет 218 г/л. У оба испарења дубина воде варира од 10 до 20 cm. Из базена 4. испарења вода се пумпама преводи до кристализационих базена који покривају 0,76 km² и где је концентрација соли изнад 235 г/л. Вода је у базенима кристализације плитка, свега неколико цм и под утицајем јаког сунца и ветра со се брзо таложи. Со се бере у првој половини септембра.
Током процеса производње, упумпавање воде из мора у солану траје непрекидно и прекида се само током киша. Циклус производење, када су сви базени на солани преливени водом стартује крајем априла. Од јуна надаље, површина воде и њен салинитет варира по базенима. На северном ободу солане постоје два акумулациона комплекса базена и у њима се чува вода која није искоришћена током последње бербе соли и користи се за брзи почетак кристализације, тако што се са већ увећаним салинитетом у односу на морску воду разлива на почетку производње по базенима 3. испарења Током производње циљ је да се обезбеди што дужа путања воде. Укупна дужина ужих соланских насипа је 130 км, а оних ширих од 2 метра има 78,6 km. На солани има 16,6 km канала ширих од 2 метра.
- Главни канал Порт Милена
- Некадашњи базени солане
- Остаци вагона за пренос соли
- Управна зграда Солане
- Складиште соли
- Складиште соли

## Индустрија соли
Индустрија соли је индустријска дјелатност која се бави истраживањем, експлоатацијом, прерадом, производњом и дистрибуцијом соли, као и производњом сродних зачина. У Црној Гори се налазе двије солане, код Улциња и Тивта. У Хрватској постоје солане код Стона (једна од најстаријих у овом дијелу Европе), Нина и на Пагу. У Босни и Херцеговини се налази крај Тузле рудник камене соли, тј. солана, како се на овим просторима најчешће назива. На обалама Албаније, Грчке, Бугарске и Румуније, постоје бројна поља соли. Међу најпознатијим соланама на свијету спадају оне у Сан Франциску, затим на обали Мртвог мора и „Јуслес Луп“ у Аустралији.